# Britpop

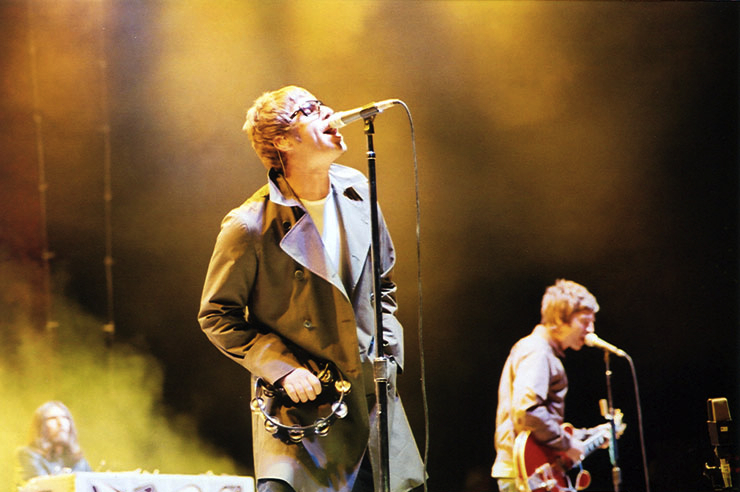
Oasis

Britpop is een muziekstroming, beginnende in de jaren 90, die gevormd wordt door een aantal Britse muzikanten die (in een tijdperk waarin Amerikaanse bands als Nirvana en Pearl Jam de hitlijsten domineren) terugvallen op hun helden uit de jaren zestig, met name The Beatles, The Who, The Kinks en Small Faces. Ook Madness, The Smiths en The Jam, bands die vooral in de jaren tachtig successen boekten, worden als aartsvaders van het genre erkend.

## Geschiedenis
De stroming was in 1995 op haar hoogtepunt en werd gekenmerkt door de grote rivaliteit tussen de twee belangrijkste vaandeldragers: Oasis en Blur.
De britpop zorgde voor een grote opleving van de Britse popmuziek. In haar vlucht nam de stroming ook Britse acts mee die eigenlijk geen typische britpop spelen, zoals The Stone Roses (vaandeldragers van de Manchester-scene), Placebo, Radiohead en PJ Harvey.
Na 1996 begon de populariteit te dalen; bands vielen uiteen of gingen - zoals in het geval van Blur - hun horizon verbreden. Twee jaar later publiceerde de New Musical Express een coverartikel met een verbrande Union Jack-gitaar voorop.
In de jaren 00 staat er een nieuwe generatie britpopbands op; en ditmaal kwamen die niet uitsluitend uit Engeland. Ook werden er geregeld britpopparty's georganiseerd, zoals Never Mind the British in Tivoli, Utrecht.

## Discografie
Een selectie van britpopalbums en -nummers:

### Albums
- The Stone Roses: The Stone Roses (1989), Second Coming (1994)
- Blur: Parklife (1994)
- Oasis: Definitely Maybe (1994), (What's the Story) Morning Glory? (1995)
- Ash: 1977 (1996)
- Stereophonics: Performance and Cocktails (1998)
- Suede: Suede (1993), Coming Up (1996)
- Supergrass: In It for the Money (1997)
- Travis: The Man Who (1999)
- The Verve: Urban Hymns (1997)
- Black Grape: It's Great When You're Straight... Yeah! (1995)
- The La's: The La's (1990)
- Inspiral Carpets: The Singles (1995)
- Happy Mondays: Pills 'N' Thrills and Bellyaches (1990)
- The Charlatans: Tellin' Stories (1997)
- Primal Scream: Screamadelica (1991)
- James: The Best of... (1998)
- Elastica: Elastica (1995)
- Pulp: Different Class (1995), His 'n hers (1994)
- Manic Street Preachers: Everything Must Go (1996)
- Cast: All Change (1995)
- The Bluetones: Expecting to Fly (1996)
- Lightning Seeds: Like You Do... (1997)

### Nummers
- The Stone Roses: I Am the Resurrection, Fools gold, Ten Storey Love Song
- Blur: Girls & Boys, Country House, Parklife, Song 2
- Oasis: Live Forever, Wonderwall, Don't Look Back in Anger
- Stereophonics: The Bartender and the Thief
- Suede: Beautiful Ones
- Supergrass: Pumping on Your Stereo, Alright
- Travis: Why Does It Always Rain on Me?, Sing
- The Verve: Bitter Sweet Symphony, The Drugs Don't Work, Sonnet
- Black Grape: Little Bob
- The La's: There She Goes
- The Charlatans: The Only One I Know
- Inspiral Carpets: Caravan
- Happy Mondays: Step On
- James: Sit Down
- Elastica: Connection
- Pulp: Disco 2000, Common People
- Manic Street Preachers: A Design for Life, Motorcycle Emptiness
- Cast: Alright
- The Bluetones: Slight Return
- Dodgy: Staying Out for the Summer 95, In a Room, Good Enough